# Битка у Хелголандском заливу (1864)
Битка у Хелголандском заливу вођена је 9. маја 1864. године између данске ратне морнарице са једне и аустријско-пруске морнарице са друге стране. Део је Другог шлезвичког рата, а завршена је данском победом.

## Битка
Аустрија је упутила у Северно море у помоћ пруској слабијој морнарици одред ратних бродова под командом капетана Тегетхофа. Одред је ступио 9. маја у додир са данским одредом капетана Едуарда Свенсона који је блокирао луке у Северном мору. Бој се водио углавном у паралелним курсевима. Око 16 часова и 30 минута, Тегетхоф је због пожара на свом броду прекинуо бој и усидрио се у територијалним водама острва Хелголанда које је тада било посед Британије. Након што је угасио пожар, отпловио је својим бродовима до Куксхафена, а дански бродови су по наређењу своје владе отпловили за Норвешку. Губици: Аустријанци 37 мртвих и 93 рањена, а Данци 14 мртвих и 54 рањена.